# سارا ماي بيرمان
سارا ماي بيرمان (بالإنجليزية: Sara Mae Berman)‏ هي منافسة ألعاب القوى أمريكية، ولدت في 14 مايو 1936 في نيويورك في الولايات المتحدة.